# Abietinaria kincaidi
Abietinaria kincaidi är en nässeldjursart som först beskrevs av Nutting 1901.  Abietinaria kincaidi ingår i släktet Abietinaria och familjen Sertulariidae. Inga underarter finns listade i Catalogue of Life.